# Voertuiginzegening

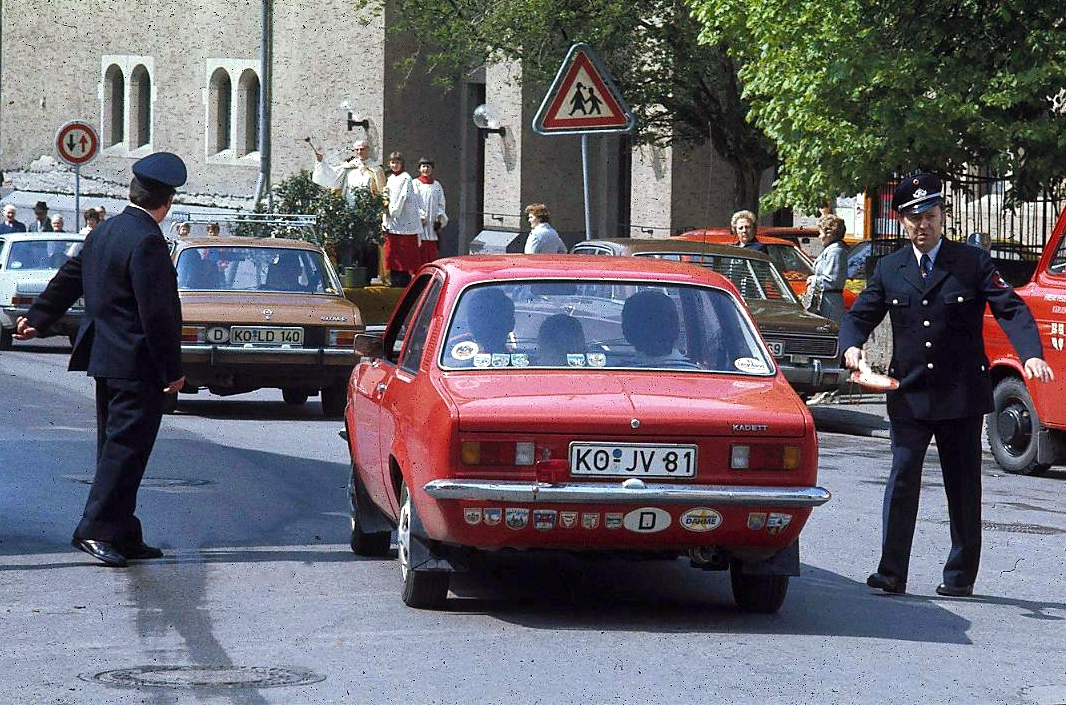
Een katholieke autozegening in Duitsland, 1977

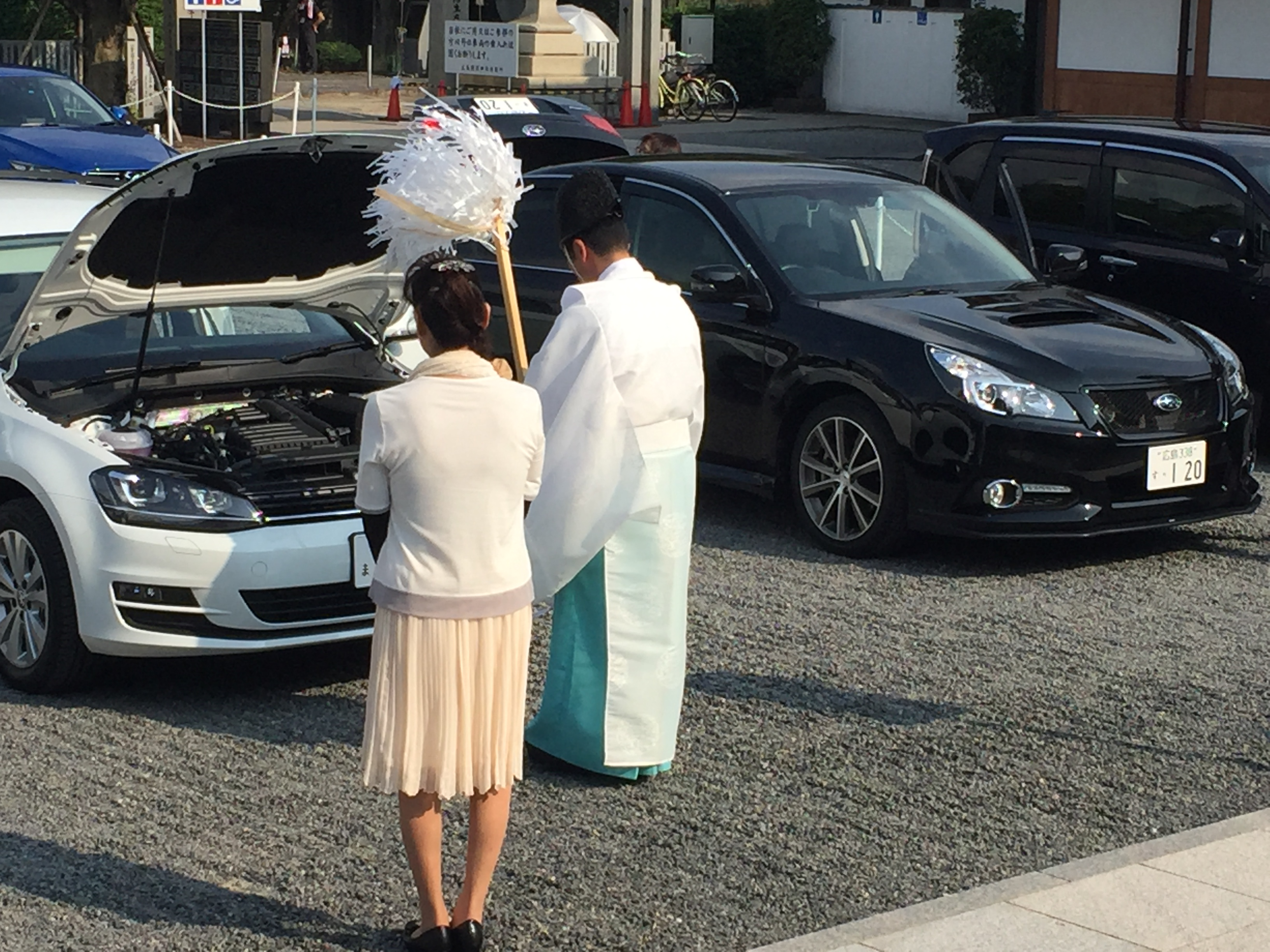
Een shinto-priester zegent een auto in de Japanse stad Hiroshima.

Een voertuiginzegening (ook de termen autozegening, voertuigenwijding, autowijding en dergelijke worden gebezigd) is het religieus zegenen van een voertuig. Het gebruik bestaat in de Rooms-Katholieke Kerk en de orthodoxe kerken, maar ook de van oorsprong Japanse shinto-religie kent het verschijnsel.

## Rooms-katholicisme
Als katholiek gebruik is de autozegening vaak verbonden met de verering van de heilige Christoffel. Deze heilige, van wie het historisch bestaan overigens sterk wordt betwijfeld, is de patroon van de reizigers en werd het daarmee ook van de bestuurders van moderne vervoermiddelen en de veiligheid daarvan. De inzegening vindt vaak plaats op of omstreeks 24 juli, wat de feestdag is van Sint-Christoffel. De inzegening is echter niet altijd specifiek met Sint-Christoffel verbonden. In 1969 werd de heilige Christoffel van de katholieke liturgische kalender afgevoerd. Tegen het voortzetten van bestaande vereringen had de Heilige Congregatie voor de Riten echter geen bezwaar.
Het gebruik ontstond in het derde decennium van de 20e eeuw, toen er meer auto's op de weg kwamen en er ook steeds meer verkeersslachtoffers vielen. De voertuigen komen gewoonlijk een voor een langsrijden, bijvoorbeeld op het kerkplein, en worden door de plaatselijke pastoor besprenkeld met wijwater onder het uitspreken van een gebed, zoals: Moge God u zegenen en u behouden doen thuiskomen.
Hoewel oorspronkelijk vooral voor auto's bedoeld, worden tegenwoordig vaak ook fietsen en motorfietsen ingezegend. Verder ziet men tegenwoordig, naast personenauto's, ook vrachtauto's en tractoren langstrekken.

### Nederland
In Nederland werden in verschillende plaatsen Christoffelbroederschappen opgericht specifiek voor het inzegenen van voertuigen. Dit gebeurde onder andere in Tilburg, Hoeven (gem. Halderberge, Noord-Brabant) en Roermond. De wijding in Tilburg die in 1926 plaatsvond, in navolging van Frankrijk en België, was vermoedelijk de eerste in Nederland.
Auto's kunnen/konden onder andere gezegend worden te:
- Christoffelkapelletje in Elsendorp[4]
- Sint-Jan de Doperkerk in Hoeven[5]
- Reusel aan de Groeneweg.[6]

### België
In bepaalde dorpen, zoals Londerzeel, is sprake van een jaarlijks spektakel waaraan honderden voertuigen deelnemen. De eerste wijding vond daar plaats in 1929. In Scherpenheuvel kan men zelfs elke dag, als individu, zijn of haar auto laten zegenen aan de basiliek van Onze-Lieve-Vrouw van Scherpenheuvel.